# Громадянська непокора
Громадя́нська непоко́ра — умисна протизаконна дія політичного характеру, вчинена з метою залучення громадськості до проблеми та вимоги до законодавчих органів щодо внесення змін у законодавстві. Являє собою форму протестної акції.

## Історичні аспекти
Вперше як ідея була сформульована американським моралістом Генрі Торо (есе «Про обов'язок громадянської непокори» (1849), у якому як приклад наводилася практика відмови від сплати податків, як ефективний спосіб протесту проти несправедливої політики державних діячів, без використання насильницьких методів).
На практиці успішність громадянської непокори була продемонстрована Махатмою Ганді у боротьбі національно-визвольного руху Індії, Мартіном Лютером Кінгом у русі за громадянські права чорношкірих американців, і інших протестних кампаніях XX століття.